# Valquiria (personaje)
Valquiria es una superheroína ficticia que aparece en los cómics estadounidenses publicados por Marvel Comics. El personaje está meramente basado en la figura mitológica nórdica Brunilda, fue creada por Roy Thomas y John Buscema y apareció por primera vez en The Avengers # 83 (diciembre de 1970).Valquiria se convirtió en un pilar del equipo de superhéroes conocido como los Defensores y una aliada íntima y único interés amoroso del superhéroe Thor.
Valquiria, también conocida por su nombre asgardiano Brunnhilda, fue seleccionada por Odín para dirigir su unidad personal de doncellas de escudo, las Valquirias. Valquiria, conocida por su destreza en la batalla, a menudo se acompaña de su caballo alado Aragorn y lleva la espada encantada Dragonfang. En la década de 2010, Valquiria se convirtió en miembro fundador de los Vengadores Secretos y colíder de Defensores Sin Miedo con Misty Knight. Entre los otros alias de Valquiria están Barbara Norris, Samantha Parrington, Sian Bowen y Annabelle Riggs, que todos en un momento alojaron su espíritu. Samantha Parrington, una de las anfitrionas anteriores de Valquiria, más tarde recibió poderes sobrehumanos y se convirtió en miembro de los Defensores.
Tessa Thompson interpreta al personaje en las películas de Marvel Cinematic Universe, Thor: Ragnarok (2017), Avengers: Endgame (2019), Thor: Love and Thunder (2022) y también aparece en la película The Marvels (2023).

## Historia de publicación
La Valquiria apareció por primera vez como un disfraz de la Encantadora en The Avengers #83 (diciembre de 1970) y fue creada por Roy Thomas y John Buscema. Thomas utiliza otra iteración del personaje cuando la personalidad de Valquiria se introdujo en una mortal llamada Samantha Parrington como adversaria para Hulk en The Incredible Hulk #142 (agosto de 1971). El escritor Steve Englehart y el artista Sal Buscema pusieron la esencia de la Valquiria en otra mortal, Barbara Norriss, en The Defenders #4 e hicieron que el personaje se una como un miembro duradero. Englehart ha indicado que él añadió a Valquiria a los Defensores "para proporcionarle un poco de textura al grupo." Steve Gerber introdujo a Jack Norriss como el esposo separado de Barbara, pero el personaje Valquiria no se acordaba de él. Los escritores David Anthony Kraft y Ed Hannigan explicaron algo del trasfondo de la Valquiria en The Defenders #66-68 (Dic. 1978-Feb. 1979). Tres años más tarde, los escritores J. M. DeMatteis y Mark Gruenwald escribió una historia de seguimiento en The Defenders #107-109 (mayo–julio de 1982) que resolvió puntos de la trama restantes entre la historia de Kraft y Hannigan. La Valquiria siguió siendo miembro de los Defensores la mayor parte de la serie y al parecer fue asesinada cuando la serie terminó con el volumen # 152 (febrero de 1986). El personaje fue devuelto a la vida en una historia del Doctor Extraño en 1988 e hizo solo algunas apariciones en la década de 1990.
En 2001, el escritor Kurt Busiek y el coescritor/dibujante Erik Larsen revivió la serie Defenders y restauraron a Samantha Parrington como la encarnación mortal de la Valquiria.
La iteración asgardiana de la Valquiria fue restaurada en un one-shot y el personaje apareció regularmente en toda la serie de Secret Avengers, desde el volumen #1 (julio de 2010) a través de su volumen final #37 (marzo de 2013). Valquiria aparece en la serie de 2013 Fearless Defenders de Cullen Bunn y Will Sliney.
Valquiria comenzó a aparecer como parte del equipo de Asgardianos de la Galaxia en 2018, y juega un papel en la historia de Guerra de las Realidades en 2019.

## Biografía ficticia
Brunilda fue seleccionada por Odín, Rey de los Dioses del reino de Asgard, para liderar a las Valquirias (las que Eligen a los Muertos), un grupo de diosas guerreras que aparecerían en los campos de batalla de los mortales que adoran a los dioses de Asgard y eligen cuál de los caídos eran dignos de ser llevados a Valhalla, la tierra de los muertos con honor. Brunilda sirvió hábilmente en esta capacidad por siglos.
De acuerdo con un ojo sensible y sin cuerpo que decía haber pertenecido una vez a Odín, el monarca de Asgard una vez le dio a su hijo Thor la identidad mortal del guerrero Siegmund. Las circunstancias obligaron a Odín a decretar que Siegmund debía ser asesinado. Brunilda, reconociendo que Odín estaba actuando contra sus verdaderos deseos, buscó proteger a Siegmund, pero el propio Odín causó después la muerte de Siegmund. Brunilda ayudó a la amante embarazada de Siegmund, Sieglinde a llegar a un lugar seguro. Como castigo por su rebeldía, Odín removió los poderes y la inmortalidad asgardiana de Brunilda y la hizo entrar en trance. Finalmente fue despertada por Siegfried, hijo de Siegmund y Sieglinde y otra encarnación mortal de Thor.
Brunilda y Siegfried se hicieron amantes, y ella le hizo invulnerable siempre que no volviera la espalda contra su enemigo. Siegfried cayó bajo la influencia de la magia y la traicionó. Más tarde, fue asesinado, y Brunilda, que siguió enamorada de él, saltó a su pira funeraria en llamas (esta parte de su trasfondo se basa en la Saga Volsunga). Odín los regresó a los dos a la vida, restaurando sus papeles y poderes asgardianos, pero eliminando sus recuerdos de sus vidas terrenales. No está claro cuánta verdad, si la hay, existe en este relato del ojo.
Brunilda y sus compañeras valquirias continuaron reuniendo guerreros mortales heroicos para Valhalla hasta hace aproximadamente un milenio, cuando Odín se vio obligado a terminar prácticamente toda interacción con la Tierra, de acuerdo con un pacto que él y los líderes de otros panteones de dioses hicieron con los extraterrestres Celestiales. A partir de entonces, las valquirias solo podían elegir héroes muertos de entre los guerreros asgardianos caídos. Brunilda estaba amargada por haber sido excluida de elegir guerreros de la Tierra y vagó por Asgard en busca de algo significativo que hacer. En una taberna en las afueras de Marmoragard, Brunilda encontró a Amora la Encantadora, quien le ofreció una vida de aventuras. Durante varias semanas Brunilda acompañó a la Encantadora en sus conquistas. Brunilda no tardó en descubrir la naturaleza inmoral de Amora y trató de poner fin a su asociación. En respuesta, la Encantadora atrapó a Brunilda dentro de un cristal místico de las almas. Mientras que el cuerpo de Brunilda permaneció en animación suspendida, su alma inmortal se convirtió en el juguete de Amora. Durante siglos, la Encantadora utilizó la esencia espiritual de Brunilda para darse a sí misma o para sus peones los poderes de Valquiria.
Las instancias específicas de la explotación de la Valquiria de Amora antes de los últimos años aún no se conocen. La primera vez que la Encantadora asumió el aspecto físico de la Valquiria en años recientes fue en un plan para liderar a un puñado de mujeres superhumanas contra los Vengadores hombres como las Liberadoras. Su verdadera identidad fue descubierta y su plan frustrado. Meses más tarde, la Encantadora le otorgó el poder de Valquiria a una socialité llamada Samantha Parrington en un intento por vengarse de Hulk.
Finalmente, una mujer enloquecida por estar atrapada en otra dimensión mística, Barbara Norriss, recibió el poder y la conciencia de la Valquiria de la Encantadora para ayudar a sus aliados, el grupo de superhumanos llamado los Defensores, a escapar de las garras de la hechicera Casiolena. Amora no deshizo su hechizo sobre Norriss tras la derrota de Casiolena. Como resultado, el cuerpo de Norriss ahora poseía la conciencia, la apariencia y los poderes de Brunilda, mientras que la esencia mental de la propia Norriss estaba atrapada en el cuerpo real de Brunilda en Asgard. Consciente de que ella era una esencia inmortal en el cuerpo de una mujer mortal, la Valquiria dejó brevemente a los Defensores en un intento de descubrir el pasado de Barbara Norriss. Ella conoce al padre de Norriss, Alvin Denton, poco antes de su muerte y luego regresa a los Defensores.
No fue hasta que un guerrero asgardiano menor nombrado Ollerus intentó apoderarse de Valhalla que los dos aspectos mixtos de Valquiria se conocieron por primera vez. La esencia mental de Brunilda atrapada en el cuerpo transformado de Norriss, combatió la esencia mental de Norriss atrapada en el cuerpo real de Brunilda. Al final de ese encuentro, el cuerpo de la Valquiria, aún poseído por la mente de Norriss, fue consignado a Niffleheim, el reino habitado por los espíritus de los muertos asgardianos no-heroicos, mientras que la mente de Brunilda en el cuerpo transformado de Norriss acompañó a los Defensores, que habían hecho el otro viaje dimensional con ella, de vuelta a la Tierra.
Por razones aún desconocidas, a Brunilda no le preocupaba en este momento reunir a su mente con su verdadero cuerpo. No fue hasta que el cuerpo de Barbara Norriss fue asesinado que el espíritu y la mente de la Valquiria fueron inadvertidamente liberados de su huésped mortal. Con la ayuda de la magia del Doctor Extraño, Brunilda recuperó su verdadero cuerpo, que fue rescatado de Niffleheim por la Encantadora. De vuelta en su cuerpo real, Brunilda recuperó su memoria completa y su personalidad de guerrera normal. Brunilda después luchó contra Amora y la desterró al cristal de las almas. Sintiéndose distanciada de Asgard en general y Odín en particular por su descuido de su apuro que duró siglos, Brunilda optó por regresar a la Tierra con los Defensores.
Odin colocó a la diosa peligrosamente poderosa autoproclamada Dragón Lunar a cargo de Brunilda. Brunilda debía enseñarle a Dragón Lunar humildad, y Dragón Lunar sirvió junto a Brunilda en los Defensores. Brunilda fue a tomar medidas contra Dragón Lunar si volvía a ser una amenaza. Eventualmente Dragón Lunar se reformó, pero más tarde cayó una vez más bajo la influencia malévola de la entidad alienígena llamada el Dragón de la Luna. Dragón Lunar atacó a los Defensores, pero Brunilda, dotada de poderes adicionales temporales por Odín para esta ocasión, entre ellos el poder de crecer a una estatura gigantesca, se le opuso. Brunilda convocó otra valquirias en su ayuda y junto con otros dos Defensores, el Ángel y Nube, derrotaron a Dragón Lunar, pero no lograron capturarla.
Meses después Dragón Lunar volvió a atacar a los Defensores. Durante este encuentro, su poder fue enormemente aumentado por el alienígena Beyonder. Con el fin de derrotar a Dragón, Brunilda y el Eterno llamado Intruso proyectaron sus fuerzas vitales inmortales contra suyo. A ellos se les unieron los miembros de los Defensores Andrómeda y el antiguo enemigo de los Defensores Carnicero, pues era necesario que las fuerzas vitales de Brunilda y de Intruso pasen por "instrumentos mortales" para que Dragón Lunar sea derrotada también. Uniendo las manos, los cuatro aliados lanzaron el tremendo poder de sus fuerzas vitales combinadas sobre el Dragón, Dragón Lunar, y la Gárgola II, cuyo cuerpo estaba ahora bajo control del Dragón. Otros tres Defensores fueron a rescatar a los inocentes en peligro, y cuando regresaron, Brunilda, Intruso, Andrómeda, Carnicero, Dragón Lunar y Gárgola habían sido aparentemente transformados en estatuas de cenizas y polvo, y el Dragón de la Luna al parecer se había ido.
Brunilda fue restaurada a la vida por el Doctor Extraño, ahora en el cuerpo huésped de una mujer conocida como Sian Bowen. El resto de los Defensores, Intruso, Andrómeda, y Carnicero fueron restaurados a la vida también y formaron el Círculo del Dragón para luchar contra el Dragón de la Luna. Después que el Dragón de la Luna fue derrotado, Brunilda regresó a Asgard. Brunilda murió en la batalla justo antes de la destrucción de Asgard de Loki.
Con el regreso de los asgardianos a la Tierra, Brunilda fue vista como un miembro de los Vengadores Secretos. El escritor Ed Brubaker confirmó que la Valquiria en el equipo era de hecho la Brunilda original.
Después del el resurgimiento de la Serpiente Asgardiana en la Tierra y su derrota a manos de Thor, Brunilda aparentemente deserta de los Vengadores Secretos, embarcándose en una misión para robar y recuperar para sí misma los martillos usados por los "Dignos", los siervos de Cul. Más tarde revela que ha dejado de consumir las Manzanas de Idunn, disminuyendo así su resistencia y capacidad de recuperación y volviendo a una forma mortal, y como una valquiria ella es capaz de sellar dentro de sí misma los martillos. Ella planea morir después de que la hazaña haya terminado, con el fin de desterrar a los dignos del plano humano de la existencia por el resto de la eternidad. Al final de la serie, la Madre de Todas (Freyja, Gaea, e Idunn) le ordena seleccionar un nuevo grupo de valquirias. Solo que esta vez las nuevas valquirias deben ser todas mujeres de la Tierra. La historia continúa en la serie The Fearless Defenders 2013 en la que Valquiria recluta a Misty Knight, Danielle Moonstar, Hippolyta y la científica mortal Annabelle Riggs como parte de las nuevas Valquirias para detener a Caroline le Fey, la hija de Morgan le Fey y las Doommaidens, Las Valkquirias no-muertos corrompidos que se han despertado en ausencia de las Valquirias. Durante este tiempo, Valquiria desarrolla un breve romance con Riggs, quien luego se convierte en la anfitriona del espíritu de Valquiria después de que Riggs se sacrifica para salvar al equipo.
Durante la historia de 2014 "AXIS", Valquiria es una de los héroes reclutados por un Doctor Doom invertido para unirse a su equipo de Vengadores. Durante la historia de 2017 "Monsters Unleashed", se ve a Valkyrie e Hippolyta luchando contra monstruos de Leviathon Tide en Edimburgo. Angela la recluta para unirse a los Asgardianos de la Galaxia.
Durante la historia de la "Guerra de los Reinos", Valquiria y el resto de las Valquirias son masacradas por Malekith y sus fuerzas que invaden Nueva York, donde Malekith decapita a Valquiria.

## Poderes y habilidades
Valquiria es la más fuerte de todas las Valquirias. Como todos los de su pueblo, sus tejidos y huesos son varias veces más densos que el equivalente mortal. A pesar de que no es inmortal, ella envejece mucho más lento que los humanos. Valquiria es inmune a todas las enfermedades terrestres y es resistente a la mayoría de las formas de lesiones. Su fisiología asgardiana le otorga niveles sobrehumanos de resistencia. Valquiria puede percibir la proximidad de la muerte, en la forma de un "fuego de muerte" que rodea el cuerpo de una persona. Ella no sabe cómo vendrá la muerte, sino que puede decir que es inminente. Valquiria puede transportarse a sí misma y a un cuerpo moribundo o muerto desde y hacia el reino de los muertos al desearlo. Valquiria ha tenido una amplia formación en la lucha con espada, así como en el combate sin armas y montar a caballo. Su capacidad de lucha natural está entre los mejores de todas las mujeres asgardianas, solo comparable con Sif.

### Armas y equipo
Valquiria lleva dos armas preferidas.
- Una espada encantada llamada Colmillo de Dragón. Un mago llamado Kahji-Da se dijo que había tallado la espada de un diente de un dragón extradimensional. La espada finalmente pasó a manos del Anciano, que a su vez se la dio a su discípulo, el Doctor Extraño. Extraño se la concedió a la Valquiria después de que ella había devuelto la Espada Ébano del Caballero Negro, que había estado utilizando, a su legítimo propietario. La espada es prácticamente indestructible.
- Una lanza de hierro sin nombre.

Valquiria monta un caballo alado llamado Aragorn. Aragorn fue dado a ella por el actual Caballero Negro.

## Otras versiones

### Valquiria (Samantha Parrington)
La Encantadora transformó por primera vez a Samantha Parrington en la Valquiria temporalmente para vengarse contra Hulk. En la Tierra, Plutón y Lorelei mucho más tarde restauraron los poderes de la Valquiria dentro de Samantha Parrington. Plutón engañó a Lorelei sin embargo, borrando su memoria, drenando sus poderes, y convirtiéndola en un duplicado de Valquiria. Mientras que Samantha fue utilizada por Plutón para convertir la Tierra en un reino de los muertos, Lorelei fue encontrada por el Defensor Halcón Nocturno, que creía que ella era la verdadera Valquiria y la convirtió en un Defensor, aunque nunca habló. Cuando los Defensores intentaron detener a Plutón, Lorelei luchó contra Samantha y fue restaurada a su antiguo yo. Samantha fue liberada del control de Plutón y se convirtió en parte de los Defensores de nuevo como Valquiria. Ella y su compañera Gata Infernal más tarde consiguieron un apartamento juntas y Parrington recordó su nombre real cuando alguien la llamó por su apodo de "Sam". Las dos superheroínas se reunieron con sus padres, quienes pensaban que su transformación en Valquiria era sólo una fase que estaba atravesando. Para gran disgusto de Parrington, sus padres están orgullosos de ella y convirtieron su mansión en la base de los Defensores.

### Marvel Ultimate
La Valquiria Ultimate es una chica de 19 años de edad llamada Barbara Norris que aspira a desempeñar el papel público de superhéroe, a pesar de, en primer lugar, no tener poderes reales o habilidades. Ella se describe como una Thor mujer, solo que sin el martillo, fuerza, o poderes de clima. Cuando Hank Pym fue despedido de los Ultimates, decidió unirse a Los Defensores, un grupo de personas de buen corazón, pero delirantes y un tanto absurdas, enamorados de los superhéroes, pero sin poderes o habilidades excepcionales, que es donde conoció a Barbara, que se hacía llamar "Chica Thor", diciéndole a Pym durante las presentaciones que, si bien ella no tiene ningún poder, es ampliamente competente en artes marciales. Esto resultó ser una mentira para impresionar a Pym; más tarde le confiesa que ella apenas pudo llegar a un Cinturón Naranja en karate y le tomó varios intentos pasar la prueba.
Valquiria después aparece en The Ultimates 3 #1, ahora al parecer con superpoderes, montado un Pegaso negro y blandiendo una espada grande, supuestamente mística que usa para rajar a Venom casi en dos, pero parece no tener idea de dónde vinieron estos poderes o armas. En ese momento, ella ha estado en una relación romántica con Thor durante semanas y a pesar de las diferencias culturales, son muy cercanos y aluden estar enamorados. Desde su última aparición, ella parece haber recibido súper fuerza e invulnerabilidad limitada; los otros atributos y habilidades sobrehumanas siguen siendo desconocidos. Ella habla con un claro acento de muchacha del valle, y mientras ella no parece ser la más inteligente de sus compañeros, lo compensa con su lealtad, especialmente a Thor, y su gran corazón, además de ser muy poderosa. En varios puntos, hace referencias a haber vivido una vida humana normal tranquila antes de convertirse en superhumana. Ella sugiere que es más parecida a Thor de lo que pueda parecer, refiriéndose posiblemente a que pueden tener algún tipo de herencia asgardiana en común. Su miedo más profundo es volver a la existencia sin poderes, pobre y un tanto cómicamente ordinaria que tenía antes. Cuando enfrentó este temor por el ilusionista Mente Maestra, ella se libera de la ilusión, justo antes de que sus dos captores deciden atacarla sexualmente, por una figura oscura que dice ser la fuente de sus nuevos poderes; entonces ella se venga matando a Mente Maestra y desmembrando a su compañero Pyro, cortándole las manos con su espada.
Más tarde, en Ultimatum, se revela que Valquiria fue asesinada y transportada a Valhalla, la otra vida asgardiana para los guerreros caídos a cargo de Hela, una diosa asgardiana, que se presenta como por arriba de la mayoría de los otros dioses asgardianos en poder y estación. Thor se entera de esto y se transporta a la dimensión de Hela, exigiéndole que deje a Valquiria vivir de nuevo. Hela afirma que si él es capaz de superar el desafío que se le presentó, puede traer a Valquiria de vuelta a la tierra de los vivos. En medio de la batalla, Thor descubre que el alma del Capitán América también está ahí, después de haber sido asesinado en el mundo real también. Thor y el Capitán América ganan el desafío y Hela concede la petición de Thor, pero con la trampa que una vez un alma ha entrado en el reino de Hela, no pueden salir sin ser sustituida, por lo que Thor entrega su alma para que Valquiria pueda vivir y Hela la devuelve a la Tierra entera y sin daños (el Capitán América recibe un respiro de su alma también y es devuelto a la tierra de los vivos, pero cómo funcionó esto con la estipulación de "Soul Quota" no se trata), mientras que el alma de Thor permanece en la otra vida. Valquiria, enfurecida y con el corazón roto por la pérdida y el sacrificio de su amor, se une a la batalla una vez más y ataca a Magneto al intentar recibir el martillo de Thor y le corta el brazo. Magneto usa sus poderes para degollarla. Ella aparece brevemente, aún con vida, hasta que Magneto derrumba el techo sobre ella. Su destino es desconocido hasta New Ultimates donde se revela que ahora esgrime el martillo de Thor. Ella pierde en la batalla con los Defensores, que ahora tienen superpoderes debido a la intervención de Loki. Ella muere en la batalla lo cual le permite a Thor resucitar y enfrentarse a Loki. Durante la batalla, Loki es repentinamente asesinado por una lanza arrojada por Valquiria. Aunque aparentemente está viva otra vez, revela que es ahora una sierva de Hela y se aleja con el cuerpo de Loki no sin antes pedirle a Thor que defienda la Tierra a la que ella perteneció una vez.

## En otros medios

### Películas
- Brunilda aparece en el segmento Hulk vs. Thor del DVD de Hulk Vs, con la voz de una Nicole Oliver sin acreditar. Ella y sus tropas valquirias defienden Asgard de un ataque de Hulk, que había sido separado de Bruce Banner por Loki. Ella es hecha un lado de un golpe por Hulk cuando lo ataca.
- Brunilda aparece en Thor: Tales of Asgard con la voz de Cathy Weseluck.

### Universo cinematográfico de Marvel
Tessa Thompson interpreta a Valquiria / Brunhilda en el Universo cinematográfico de Marvel, a partir de 2017.
- Tessa Thompson aparece como Valquiria en la película Thor: Ragnarok.[57] Allí, toda la fuerza de Valquria fue eliminada por Hela cuando Odin las envió para detenerla. La única sobreviviente se ve en un flashback salvado por una compañera guerrera (una rubia similar a la representación cómica tradicional del personaje) que tomó una lanza por ella. Terminó en Sakaar, donde se convirtió en una de las guerreras principales del Gran Maestro (bajo el nombre de Scrapper 142) y se hace amiga de Hulk que también había viajado allí. Ella es alcohólica y algo sádica, aunque esto enmascara su TEPT y la esperanza inalcanzable de huir de sus problemas y recuerdos. Cuando Thor llega, a ella no le interesa trabajar con él, pero cambia de opinión cuando Loki usa sus poderes para hacer que recuerde la batalla contra Hela, y ellos intentan escapar. Ellos llegan a Asgard y ella ayuda a evacuar a la población sobreviviente. Luego continúa viajando con sus nuevos aliados en una nave que es interceptada por Thanos. Thompson declaró que el personaje es bisexual, basado en su relación de cómic con Annabelle Riggs y la directora convencida Taika Waititi para echar un vistazo a una mujer que salía de la habitación de Valquiria, pero se cortó cuando Waititi pensó que se distraía de la exposición de la escena.[58]
- En Avengers: Infinity War, Valquiria no aparece físicamente, aunque se revela que ella sobrevivió a la masacre en el Stateman, ayudando a evacuar a los otros Asgardianos poco antes de que la nave fuera destruida por Thanos.[59]
- Valquiria vuelve a aparecer en Avengers: Endgame en 2019,[60]en el que se ha instalado en la comunidad de refugiados asgardianos, New Asgard, en la Tierra. En 2023, se reúne brevemente con Banner cuando él y Rocket llegan para reclutar a Thor para ayudarlos a recuperar las Gemas del Infinito. Más tarde se une a la batalla final de Los Vengadores contra una versión alternativa de Thanos en la línea de tiempo y Thor la nombra nueva gobernante de Nuevo Asgard.
- Versiones alternativas de Valquiria aparecen en la serie animada de Disney+ What If...?, nuevamente con la voz de Tessa Thompson.[61][62]
  - La primera variante hace una aparición sin hablar en "¿Qué pasaria sí... Thor fuera hijo único?", como uno de los invitados a la fiesta masiva de Thor.
  - La segunda variante aparece en "¿Qué pasaría si... Iron Man se estrellara contra el Gran Maestro?", como participante del Gran Premio de Sakaar organizado por el Gran Maestro. Ella y Korg unen fuerzas con Tony Stark para derrotar al Gran Maestro desafiándolo a una carrera. Después de que el Gran Maestro es derrotado y liquidado, Valkyrie se convierte en la nueva gobernante de Sakaar.
  - La tercera variante aparece en "¿Qué pasaría si... el surgimiento destruyera la Tierra?", como una sobreviviente ante el Surgimiento que destruyó la Tierra. Ella es miembro de la "Alianza", junto con Wong, Okoye y Ying Nan, para enfrentar a Quentin Beck/Mysterio, quién formó una Federación de Hierro y mantuvo a los sobrevivientes bajo su control. Ellos salvan a Riri Williams de White Vision y la llevaron a su base, el Titanic. Sin embargo, fue comprometida e invadida por White Vision y Valquiria y los demás escaparon. Ellos fueron a enfrentarse a Beck, pero ella y los demás murieron tras un ataque de la tecnología holográfica de Beck.
- Valquiria regresa en la película de acción real Thor: Love and Thunder (2022).[63][64] Ahora, bajo el nombre de Rey Valkyrie, o simplemente Val, se enfrenta a regañadientes a la burocracia de ser el rey de New Asgard antes de unirse a Thor, Korg y Jane Foster para frustrar el complot de Gorr para matar a todos los dioses.
- Valquiria hace una aparición menor en The Marvels (2023).[65]Ella es llamada por Carol Danvers para llevar a los Skrulls un lugar seguro.

### Televisión
- Valquiria aparacere en The Super Hero Squad Show episodio "Organismo Mental Diseñado Solo para Besar" con la voz de Michelle Trachtenberg.[66] Thor se enamora de ella cuando ella ayuda a Ms. Marvel, Thor, y Iron Man a luchar contra Abominación, Fin Fang Foom, y MODOK. Cuando Iron Man trata de invitar a salir a Valquiria a una actuación de la "Cabalgata de las valquirias", Valquiria lo rechaza señalando el fracaso de Iron Man para reunir los Fractales de la Espada del Infinito.
- Valquiria aparece em The Avengers: Earth's Mightiest Heroes episodio "La caída de Asgard", con la voz de Colleen O'Shaughnessey. Ella, Sif, y las otras valquirias rescatan al Hombre Hormiga y a una Avispa inconsciente de Ymir y los Gigantes de Hielo.
- Valquiria aparece en la serie animada Guardians of the Galaxy, hizo su debut en el episodio "The Real Me", con la voz de Raven-Symoné.[67][68] Su apariencia se basa en el personaje de Tessa Thompson en el Universo Cinematográfico de Marvel, aunque afirma que la mayoría de las personas la llaman "Val".

### Videojuegos
- Valquiria aparece como un PNC en el videojuego Marvel: Ultimate Alliance, con la voz de Nika Futterman. Comadreja está enamorado de ella, pero ella se siente molestada por él y en su lugar se siente atraída por Deadpool, a pesar de que no le devuelve sus sentimientos. Durante la búsqueda para liberar el Puente Bifrost, Valquiria le pedirá a los héroes que recuperen su espada, Colmillo de Dragón. Si lo hacen, entonces ella ayudará a liberar a Asgard y Loki será encarcelado, y así el Ragnarok nunca pasará. De lo contrario, ella y Balder caerán en la batalla, y Asgard negará el contacto con la Tierra durante un siglo.
- Valquiria es un personaje jugable en Marvel Super Hero Squad Online, con la voz de Grey DeLisle.
- Valquiria aparece como un personaje desbloqueable en Marvel: Avengers Alliance, solo accesible después de completar las tareas de Ops. Esp. 5. Más adelante se volverá una recluta permanente.
- Valquiria aparece en Marvel Heroes con la voz de Michelle Arthur.[69]
- Valquiria es un personaje jugable en Lego Marvel Vengadores con la voz de Mary Elizabeth McGlynn. La encuentran en el centro de Asgard, donde solicita ayuda del jugador para encontrar mujeres guerreras asgardianas que se unan a su ejército de valquirias.
- La versión cinematográfica de Valquiria es un personaje jugable en Lego Marvel Super Heroes 2.[70]
- Una versión adolescente de Valquiria (basada en su encarnación de la película) aparece en Marvel Avengers Academy.[71]
- Una Valquiria basada en su encarnación de la película aparece en Marvel Puzzle Quest.[72]
- La versión cinematografica de Valquiria es un personaje jugable en Marvel Contest of Champions.[73]